# NIAGARA CALENDAR
《NIAGARA CALENDAR》은 1977년 12월 25일에 발매된 일본의 음악가 오타키 에이이치의 네 번째 스튜디오 음반이다.

## 배경
줄리 런던이 1956년에 발표한 음반 《Calendar Girl》의 오타키판으로, 일본에서 최초로 만들어진 "달력 음반"이다.
이 음반이 상업적으로 실패하고 발매 후 오타키는 컬럼비아와의 계약이 중단되기 때문에 결과적으로 "제1기 나이아가라"의 마지막 음반이 되었다.
덧붙여 1977년판 (이하, 컬럼비아반)은 후쿠오 45 스튜디오의 믹스룸을 다른 방으로 이동시킨 것이나 스케줄에 여유가 없었던 것이 영향을 주어 믹서의 출력 단자의 좌우를 반대로 접속하고 있던 것을 눈치채지 못하고 믹스해 버려, 오타키가 구상하고 있던 것과는 정위가 반대로 되어 있었다. 오타키는 30주년 기념반에서 오랜만에 오리지널 마스터를 재생시킬 때까지 그 사실을 깨닫지 못하고, 후에 2008년의 신춘방담에서 "지금 하나 평가가 나빴던 것은 L-R(좌우)이 달랐던 탓도 있었을지도 모르네…"라고 말했다.

## 곡 목록
모든 곡들은 특별한 언급이 없는 한 오타키 에이이치에 의해 작사/작곡하였다.
| #   | 제목                                               | 작사·작곡                                 | 재생 시간 |
| --- | -------------------------------------------------- | ----------------------------------------- | --------- |
| 1.  | 〈Rock'n'Roll 세뱃돈 (Rock'n'Roll お年玉)〉        |                                           | 4:02      |
| 2.  | 〈Blue Valentine's Day〉                           |                                           | 3:22      |
| 3.  | 〈꽃놀이 머랭 (お花見メレンゲ)〉                   |                                           | 2:22      |
| 4.  | 〈Baseball-Crazy〉                                 |                                           | 2:55      |
| 5.  | 〈오월비 (五月雨 )〉                               |                                           | 3:34      |
| 6.  | 〈푸른 하늘처럼 (青空のように)〉                   |                                           | 3:09      |
| 7.  | 〈헤엄쳐라 카나즈치군 (泳げカナヅチ君)〉           |                                           | 3:17      |
| 8.  | 〈한여름 낮의 꿈 (真夏の昼の夢)〉                  |                                           | 2:24      |
| 9.  | 〈명월 아카사카 맨션 (名月赤坂マンション)〉        |                                           | 3:10      |
| 10. | 〈좌독서 (座 読書)〉                               |                                           | 2:05      |
| 11. | 〈추억은 안개 속 (想い出は霧の中)〉                |                                           | 3:20      |
| 12. | 〈크리스마스 선창〜설날 (クリスマス音頭〜お正月)〉 | 오타키 에이이치, 히가시 쿠메, 타키 렌타로 | 7:16      |